# Clásica San Sebastián 1998
De 18de editie van de wielerwedstrijd Clásica San Sebastián werd gehouden op zaterdag 8 augustus 1998 in en rondom de Baskische stad San Sebastian, Spanje. De editie van 1998 ging over een afstand van 232 kilometer en was de zevende wedstrijd in de strijd om de Wereldbeker wielrennen. Titelverdediger in deze Noord-Spaanse wielerklassieker was Davide Rebellin. Aan de start stonden 192 renners, van wie er 132 de finish bereikten.

## Uitslag
| Clásica San Sebastián 1998 (232 kilometer) |                      |                       |          |
| Plaats                                     | Naam                 | Ploeg                 | Tijd     |
| Winnaar                                    | Francesco Casagrande | Cofidis               | 5u43'35" |
| 2                                          | Axel Merckx          | Team Polti            | z.t.     |
| 3                                          | Leonardo Piepoli     | Saeco-Cannondale      | + 2"     |
| 4                                          | Andrea Tafi          | Mapei-Bricobi         | + 1' 15" |
| 5                                          | Daniele Nardello     | Mapei-Bricobi         | z.t.     |
| 6                                          | Maximilian Sciandri  | Française des Jeux    | + 1' 20" |
| 7                                          | Ángel Casero         | Vitalicio Seguros     | z.t.     |
| 8                                          | Léon van Bon         | Rabobank              | + 1' 43" |
| 9                                          | Udo Bölts            | Team Deutsche Telekom | z.t.     |
| 10                                         | Giuseppe Di Grande   | Mapei-Bricobi         | z.t.     |

1981 · 1982 · 1983 · 1984 · 1985 · 1986 · 1987 · 1988 · 1989 · 1990 · 1991 · 1992 · 1993 · 1994 · 1995 · 1996 · 1997 · 1998 · 1999 · 2000 · 2001 · 2002 · 2003 · 2004 · 2005 · 2006 · 2007 · 2008 · 2009 · 2010 · 2011 · 2012 · 2013 · 2014 · 2015 · 2016 · 2017 · 2018 · 2019 · 2020 · 2021 · 2022 · 2023 · 2024